# Тигранян, Сиракан Фаддеевич
Сиракан Фаддеевич Тигранян вариант имени и отчества Сиракан Татевосович, вариант фамилии Тигранов (арм. Սիրական Տիգրանյան, 1875, Александрополь — 1947) — преподаватель, депутат Государственной думы II созыва от Эриванской губернии, министр иностранных дел Армянской республики в правительстве Каджазнуни.

## Биография

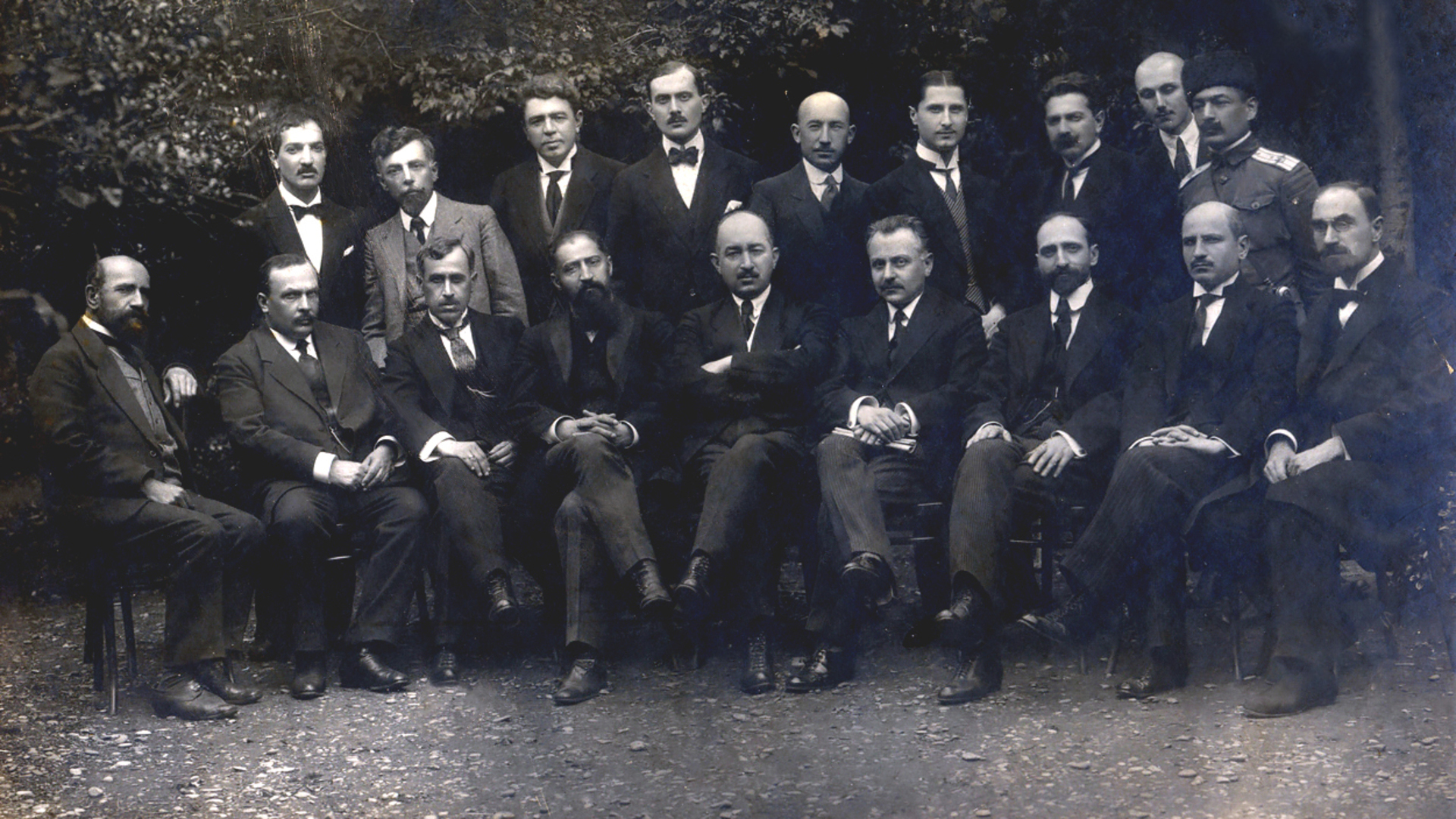
С. Тигранян (сидит 4-й слева) среди делегатов Первой Конференции представителей кавказских республик в Тифлисе, 1919 г. Первый ряд в центре — Е. Гегечкори

По национальности армянин. Из дворян. Родился в 1875 в Александрополе. Окончил мужскую гимназию в Тифлисе, а затем юридический факультет Петербургского университета. С 1897 участвовал в студенческом движении. Принимал участие в «ветровской» демонстрации. Представлял г. Александрополь на центральном национальном собрании в Эчмиадзине, которое было разогнано полицией. Преподавал юридические науки и философию в Эчмиадзинской духовной семинарии. Член партии «Дашнакцутюн». Не позднее декабря 1906 года назначен на должность ректора Тифлисской армянской семинарии, о чём Столыпин с возмущением писал Воронцову-Дашкову.
6 февраля 1907 избран во Государственную думу II созыва от немусульманского населения. Вошёл в думскую группу Социалистов-революционеров. Председатель 8-го отдела Государственной думы. Состоял в комиссии о свободе совести, комиссии по народному образованию и комиссии о привлечении к следствию 55 членов Государственной Думы. После разгона Думы рассматривался как «неблагонадёжный элемент», был сослан, бежал.
В 1914—1915 годы, во время Первой мировой войны активный участник и организатор армянских добровольческих отрядов. Тигранян посетил Алашкертский округ, попытался создать там параллельные органы управления из дашнаков, но под давлением полиции был выслан с фронта.
Комиссар Кавказского учебного округа.
В конце 1917 года избран во Всероссийское учредительное собрание в Закавказском избирательном округе по списку № 4 («Дашнакцутюн»).
В феврале 1918 был избран заместителем председателя Закавказского сейма. С 4 ноября 1918 по 27 апреля 1919 года первый министр иностранных дел Армянской республики в правительстве Ованеса Качазнуни. Позднее был министром просвещения, впоследствии — министром просвещения и искусства. В 1919 году был членом комиссии по организации Ереванского университета, затем профессором этого университета. 16 сентября 1919 года избран заместителем председателя парламента Республики Армения.
В советское время был на педагогической службе. Был первым деканом обществоведческого факультета Ереванского государственного университета. В 1923—1935 годах преподавал в ряде техникумов и школ города Ленинакана (ныне Гюмри).
Арестован в 1938 году, умер в ссылке в 1947 году.

## Семья

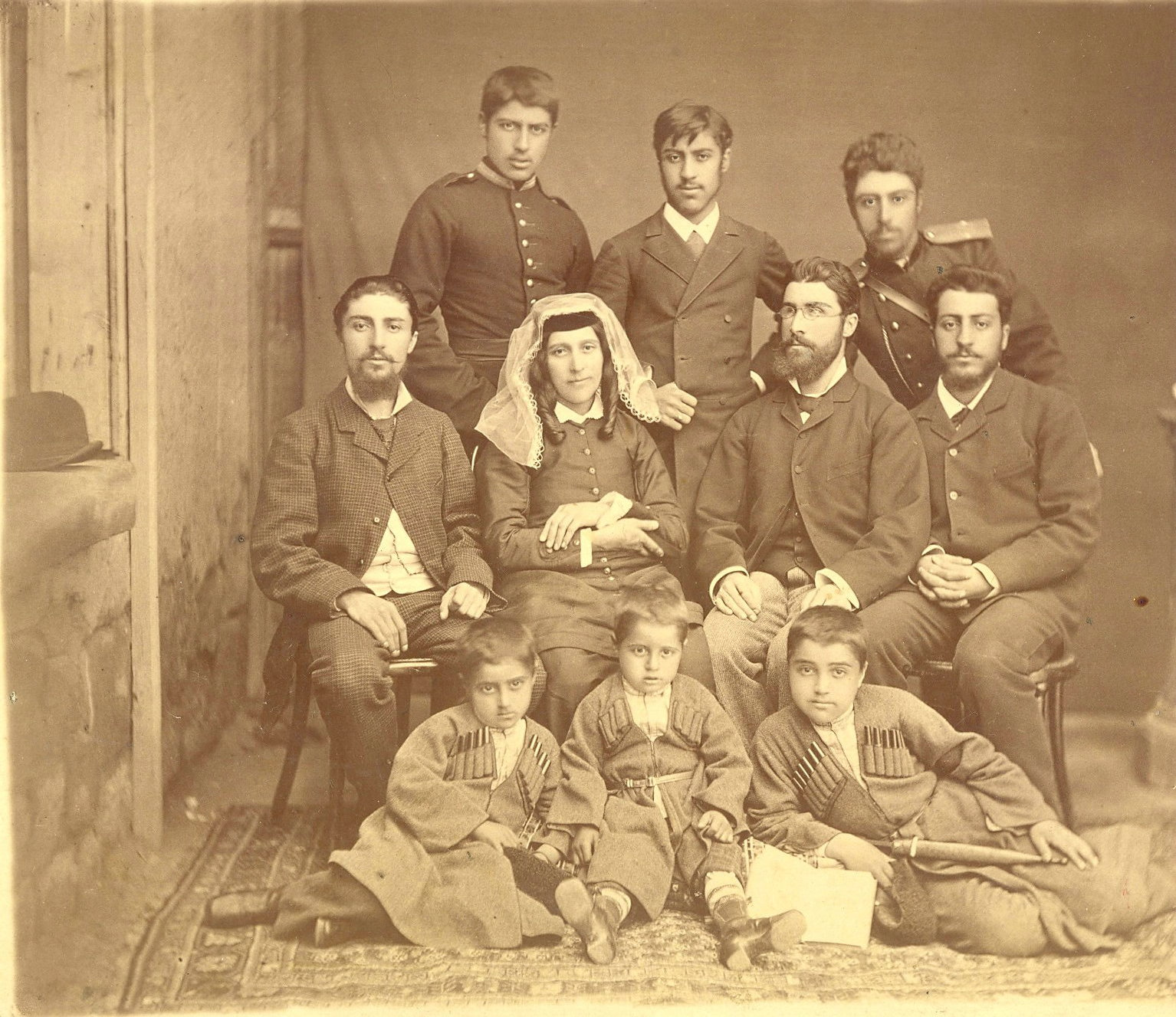
Братья Тиграняны, Никогайос в центре, Сиракан один из трёх внизу, около 1880.

- Брат — Никогайос (1856—1951), армянский композитор, музыковед, фольклорист, пианист, ослеп в 9 лет[12].
- Брат? — Михаил Фадеевич Тигранов (1865, Александрополь — после 1932) пенсионер-инвалид, в 1910 г. заведующий Казанской конторы товарищества бр. Нобель[13], жил г. Нижнем Новгороде, арестован 8 февраля 1932, приговорён Особым совещанием по обвинению в ст. 58-10 УК РСФСР к сроку предварительного заключения (2 месяца лишения свободы)[14].
- Брат? — Леонид Фадеевич Тигранов (1871, Александрополь — после 1935), генерал-майор (1916), затем преподаватель советских военных академий,  25 января 1931 арестован как участник «Ленинградской контрреволюционной организации генштабистов»[15], осужден к 5 (по др. данным к 3) годам ИТЛ. В 05.1932 в пересмотре дела было отказано. Весной 1934 освобожден. С октября 1934 преподавал в Восточном институте. Посмертно реабилитирован в 1993[16].
- Сестра — Мария Феддеевна Тигранян (Тигранова)  (1882—1947) пианистка, преподаватель Ереванской консерватории, замужем за Артемом Никитичем (Арутюн Мкртичев) Тер-Мартиросяном (1880—?), у неё двое сыновей Оник Артемьевич Тер-Мартиросян и Михаил Артемьевич Тер-Мартиросян-Тэрьян[11].
- Жена — имя?
  - Дочь — Мариане Сиракановна Тигранян, в замужестве Сагателян (1916—1985), похоронена на Шаумянском кладбище в Ереване[11][17].

## Сочинения
- Депутаты дашнакцаканы во второй Государственной думе. Тифлис, 1907 (на армянском языке).
- Тигранян С. Ф. Древне-армянская книга канонов: очерки описания и изслѣдования памятника. Российская академия наук, 1918.
- Тигранян С. Ф. Армяне. // Формы национального движения в современных государствах. Австро-Венгрия, Россия, Германия (под ред. А. И. Кастелянского, Санкт-Петербург, 1910.
- Тигранян Сиракан. Вопрос об армянских церковных школах в России // Кавказский вестник. 1905. № 3. Ноябрь. С. 58-82.
- Тигранян С. "Судебная книга" Мхитара и "Книга канонов". Тифлис : Б. и. , 1925